# PyQt
PyQt是Python语言的GUI编程解决方案之一。可以用来代替Python内置的Tkinter。其它替代者还有PyGTK、wxPython等。与Qt一样，PyQt是一个自由软件。PyQt是PyKDE的基础。
PyQt的开发者是英国的“Riverbank Computing”公司。与4.5版本之前的Qt一样，它提供了GPL与商业协议两种授权方式，因此它可以免费地用于自由软件的开发。不过目前尚不提供LGPL授权方式。PyQt可以运行于Microsoft Windows、Mac OS X、Linux以及Unix的多数变种上。
2009年8月，Qt的开发公司诺基亚发布PySide，提供与PyQt类似的功能，但提供了LGPL授权。主要原因是“Riverbank Computing”不愿以LGPL授权发布PyQt。
自4.5版本以后，PyQt同时支持Python 2.x与Python 3.x。但是在API方面有所区别，最主要的是运行在Python 3.x下的PyQt不使用QString，而是str。另外，之前为了避开Python 2.x关键词限制的exec_()、print_()两个函数现在重新命名为exec()，print()。

另外一種PyQt標誌

## PyQt组件
PyQt包含了大约440个类型、超过6000个的函数和方法。
- “QtCore”模块主要包含了一些非GUI的基础功能，包含事件循环与Qt的信号机制。此外，还提供了跨平台的Unicode、线程、内存映射文件、共享内存、正则表达式和用户设置。

- “QtGui”模块包含了大多数的GUI类型。包含按钮、文本框、列表等常见控件，还包含了基于MVC设计模式的列表、表格、树型控件。同时还提供了一个能够容纳成千上万个元素的画布控件，其中可以放置各种控件和图形。此外，QtGui还支持界面动画与界面状态机编程。

- “QtNetwork”模块可以用于编写非阻塞式的UDP、TCP程序。还包含了DNS、HTTP与FTP的客户端。

- “QtOpenGL”模块允许Qt程序使用OpenGL渲染3D图形，而且不必大量更改代码。

- “QtSql”模块支持多种SQL数据库。包括SQLite、ODBC、MySQL、PostgreSQL、Oracle。还提供了一个基于MVC模式的数据模型，与QtGui的的表格控件配合使用。

- “QtXml”包含一个XML解释器，同时支持SAX和DOM两种编程方式。

- “QtWebkit”与“QtScript”两个子模块支持WebKit与ECMAScript脚本语言

- “Phonon”子模块支持高级的多媒体编程。包含音频播放器、视频播放器与声效处理。

- “uic”子模块能够将Qt的窗体文件转换为Python代码，能够即时读入窗体文件并且显示出来。它依赖于QtXml模块。“QScintilla”子模块包含一个基于Scintilla的文本编辑器控件，Eric IDE使用它作为代码编辑器。“QtMultimedia”提供了底层的多媒体支持，现在多数开发者改用Phonon模块。“QtSvg”支持SVG 1.2 Tiny的静态标准，用于显示与保存SVG格式的图形。

## 简单例子
下面一段代码演示了一个简单的PyQt程序，它的功能是在窗体内显示一个按钮，当按下按钮时，要求用户输入名字。根据用户是否输入了名字，会分别显示两种问候语。

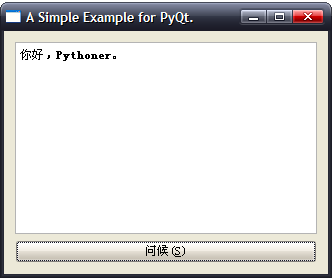
結果

```
# -*- coding: utf-8 -*-

#该程序适合Python 2.x

import
 
sys

from
 
PyQt4.QtGui
 
import
 
*

class
 
TestWidget
(
QWidget
):

    
def
 
__init__
(
self
):

        
QWidget
.
__init__
(
self
,
 
windowTitle
=
u
"A Simple Example for PyQt."
)

        
self
.
outputArea
=
QTextBrowser
(
self
)

        
self
.
helloButton
=
QPushButton
(
self
.
trUtf8
(
"问候(&S)"
),
 
self
)

        
self
.
setLayout
(
QVBoxLayout
())

        
self
.
layout
()
.
addWidget
(
self
.
outputArea
)

        
self
.
layout
()
.
addWidget
(
self
.
helloButton
)

        
self
.
helloButton
.
clicked
.
connect
(
self
.
sayHello
)

    
def
 
sayHello
(
self
):

        
yourName
,
 
okay
=
QInputDialog
.
getText
(
self
,
 
self
.
trUtf8
(
"请问你的名字是?"
),
 
self
.
trUtf8
(
b
"名字"
))

        
if
 
not
 
okay
 
or
 
yourName
==
u
""
:
 
#用户没有输入名字，或者是点了取消

            
self
.
outputArea
.
append
(
self
.
trUtf8
(
"你好，陌生人！"
))

        
else
:

            
self
.
outputArea
.
append
(
self
.
trUtf8
(
"你好，<b>%1</b>。"
)
.
arg
(
yourName
))

app
=
QApplication
(
sys
.
argv
)

testWidget
=
TestWidget
()

testWidget
.
show
()

sys
.
exit
(
app
.
exec_
())

```

## signal和slot
Qt采用了signal和slot的概念来处理GUI程序中的用户事件。PyQt同样支持这种方法，还进而针对Python的特点增强了某些功能。任何Python类型都可以定义signal和slot，并与GUI控件的signal和slot相连接。PyQt支持old-style与new-style两种连接方式。不过，目前一般推荐使用new-style connection。因为它还支持连接到Python函数，而且看起来也比较pythonic。
```
#old-style connection，

self
.
connect
(
self
,
 
SIGNAL
(
"mySignal(int)"
),
 
self
,
 
SLOT
(
"mySlot(int)"
))

#new-style connection

self
.
mySignal
.
connect
(
self
.
mySlot
)

#连接到函数

self
.
mySignal
.
connect
(
lambda
 
value
:
sys
.
stdout
.
write
(
str
(
value
)))

```

QMetaObject.connectSlotsByName(obj)函数可以帮助程序员自动连接signal和slot。使用它可以免去很多代码。

## Qt设计器
Qt设计器是Qt所包含的可视化UI设计器。在安装PyQt时，可以选择安装Qt设计器。它使用拖拉操作来设计图形界面。在设计的同时，还能够直接预览最终的窗体效体。当窗体很复杂或者整个程序需要大量的窗体时，Qt设计器可以节省大量的代码。不过稍有改变的是，设计好窗体后需要运行pyuic4这个脚本，将窗体文件转换成Python代码。仍以“简单例子”中的小程序为例，首先使用Qt设计器设计出窗体。假定保存为"h:\pyqt_example.ui"。窗体文件内容是：
```
<?xml version="1.0" encoding="UTF-8"?>

<ui
 
version=
"4.0"
>

 
<class>
TestWidget
</class>

 
<widget
 
class=
"QWidget"
 
name=
"TestWidget"
>

  
<property
 
name=
"geometry"
>

   
<rect>

    
<x>
0
</x>

    
<y>
0
</y>

    
<width>
361
</width>

    
<height>
271
</height>

   
</rect>

  
</property>

  
<property
 
name=
"windowTitle"
>

   
<string>
A
 
Simple
 
Example
 
for
 
PyQt.
</string>

  
</property>

  
<layout
 
class=
"QVBoxLayout"
 
name=
"verticalLayout"
>

   
<item>

    
<widget
 
class=
"QTextBrowser"
 
name=
"outputArea"
/>

   
</item>

   
<item>

    
<widget
 
class=
"QPushButton"
 
name=
"helloButton"
>

     
<property
 
name=
"text"
>

      
<string>
问候(
&amp;
S)
</string>

     
</property>

    
</widget>

   
</item>

  
</layout>

 
</widget>

 
<resources/>

 
<connections/>

</ui>

```

使用如下命令将窗体文件转换成Python代码（适用于Windows系统）：
```
H
:
\
> C:\Python26\pyuic4.bat -o ui_pyqt_example.py pyqt_example.ui

```

新的示例程序是（假定保存为h:\pyqt_example.py）：
```
# -*- coding: utf-8 -*-

#该程序适合Python 2.x版本。

import
 
sys

from
 
PyQt4.QtGui
 
import
 
*

#差异1：从转换后的代码里面导入窗体

from
 
ui_pyqt_example
 
import
 
Ui_TestWidget

#差异2：需要继承Ui_TestWidget

class
 
TestWidget
(
QWidget
,
 
Ui_TestWidget
):

    
def
 
__init__
(
self
):

        
QWidget
.
__init__
(
self
)

        
#差异3：原来长篇累牍的创建控件的代码不再需要了，取而代之的是一行简单的setupUi()

        
self
.
setupUi
(
self
)

        
self
.
helloButton
.
clicked
.
connect
(
self
.
sayHello
)

    
def
 
sayHello
(
self
):

        
yourName
,
 
okay
=
QInputDialog
.
getText
(
self
,
 
self
.
trUtf8
(
"请问你的名字是?"
),
 
self
.
trUtf8
(
b
"名字"
))

        
if
 
not
 
okay
 
or
 
yourName
==
u
""
:
 
#用户没有输入名字，而是点了取消

            
self
.
outputArea
.
append
(
self
.
trUtf8
(
"你好，陌生人！"
))

        
else
:

            
self
.
outputArea
.
append
(
self
.
trUtf8
(
"你好，<b>%1</b>。"
)
.
arg
(
yourName
))

app
=
QApplication
(
sys
.
argv
)

testWidget
=
TestWidget
()

testWidget
.
show
()

sys
.
exit
(
app
.
exec_
())

```

## PyQt的优劣

### 优势
- PyQt的API与Qt类似，Qt的文档通常仍然可以应用于PyQt。因此，PyQt的文档比PyGTK、wxPython、Tkinter等GUI编程库的文档丰富得多。
- 如果程序员具备使用Qt的经验，一般很快就可以过渡到PyQt上。而使用PyQt的程序员，如果同时精通C++的话，也可以很快地过渡到Qt平台上。
- 利用SIP，大多数为Qt开发的控件可以方便地port到PyQt。——然而，SIP也需要一些学习成本。
- 有方便的周边工具支持PyQt。如QtDesigner，可以使用拖拉式的方法来设计界面，简单易用。Eric6，一个使用PyQt设计的Python IDE，对PyQt有特殊的支持。

### 劣势
- 由于PyQt同时使用Qt以及Python的两种内存管理方法，所以在使用PyQt的过程中要注意避免内存泄露以及悬挂指针[5]。
- 运行时庞大，在Windows平台，只使用PyQt.QtCore与PyQt.QtGui两个子模块时，压缩后至少需要4.09M
- 需要学习一些C++知识，主要是C++类型、内存管理两个方面，以便于阅读Qt文档和理解PyQt的行为。

## SIP
SIP是一个自动为C和C++库生成Python扩展模块的工具。为了方便开发PyQt，SIP于1998被“Riverbank Computing”公司创造出来。不过，SIP不专用于PyQt，而是适用于所有的C和C++库。
使用SIP时，程序员首先要编写一个特殊的".sip"文件，使用类似于C++的语法在其中描述扩展模块所提供的类型与函数。然后用SIP将这个文件转化为C++代码。最终编译，与C、C++库链接后就成为Python扩展模块。".sip"文件类似于C、C++的头文件。根据需要，需要程序员用SIP定义的语法添加一些C++代码中没有的信息。因为SIP不支持完整的C++语法，所以不能直接使用C++的头文件作为".sip"文件。

## 使用PyQt的著名應用程式
- Eric Python IDE
- Anki, a spaced repetition flashcard program
- QtiPlot, a computer program to analyze and visualize scientific data
- qt-recordMyDesktop：recordMyDesktop的Qt4介面
- Kodos, Python Regular Expression Debugger

## 延伸阅读
- Summerfield, Mark,  1st, Prentice Hall: 648, October 28, 2007  [2009-04-03], ISBN 978-0132354189, （原始内容存档于2009-03-31）
- Rempt, Boudewijn, , OpenDocs, 2002  [2010-06-11], （原始内容存档于2010-04-09）

## 外部連結
- 官方網站（页面存档备份，存于）
- PyQT tutorial（页面存档备份，存于）
- PyQt教學（页面存档备份，存于）